# Pselaphelia
Pselaphelia é um gênero de mariposa pertencente à família Bombycidae.